# Circoscrizione Francia sud-orientale
La Circoscrizione Francia sud-orientale è uno dei collegi elettorali in cui è stata suddivisa la Francia per le elezioni del Parlamento europeo. Essa coincide con l'area coperta dalle regioni di Corsica, Provenza-Alpi-Costa Azzurra e Rodano-Alpi.
Il collegio comprende una popolazione di circa 10 800 000 abitanti, ed elegge 13 eurodeputati (con una rappresentanza di 1 parlamentare ogni 833 000 abitanti).